# Comuna Svendborg
Svendborg (Svendborg Kommune) este o comună din regiunea Syddanmark, Danemarca, cu o suprafață totală de 416,78 km².